# La Thoại Tân
La Thoại Tân (1937 - 13 tháng 3 năm 2008) là một tài tử nổi tiếng của Việt Nam. Ông sinh ra và nổi tiếng ở Sài Gòn những năm trước 1975.

## Tiểu sử
La Thoại Tân sinh năm 1937 tại Sài Gòn với nguyên danh Phạm Văn Tần, là một nghệ sĩ đa tài, ngoài đóng phim, đóng kịch, ca hát, ông còn hoạt động trong lĩnh vực báo chí, làm MC, đạo diễn phim...
Bước vào làng nghệ, La Thoại Tân nổi danh là "kép đẹp" của làng điện ảnh Việt Nam Cộng hòa trước năm 1975. Nét điển trai của anh làm điên đảo rất nhiều cô gái. La Thoại Tân rất có duyên khi đóng cặp với nữ minh tinh Thẩm Thúy Hằng.
Trước năm 1975, La Thoại Tân là nam diễn viên chính trong các bộ phim như: Trương Chi Mỵ Nương (1956), Tơ Tình (1963), Nàng (1970), Gánh hàng hoa (1971), Lệ đá (1971), Trần Thị Diễm Châu (1971), Nhà tôi (1972), Hoa mới nở (1973), Tứ quái Sài Gòn (1973), Năm vua hề về làng (1974)...
Trong lĩnh vực kịch nghệ, La Thoại Tân cũng là một tên tuổi thượng hạng trong các chương trình kịch của Kim Cương, Thẩm Thúy Hằng...
La Thoại Tân còn là một cây hài kịch ăn khách, ký ức khán giả vẫn còn nhớ về La Thoại Tân là chương trình 45 phút chuyện vui. Năm 1974, La Thoại Tân từng kết hợp với nữ nghệ sĩ tài sắc Thanh Nga diễn hài rất duyên dáng trong các chương trình đại nhạc hội Trường Xuân và Duy Ngọc.
La Thoại Tân còn nổi danh trong các ca khúc vui nhộn và hài hước chuyên châm biếm thói hư tật xấu trong xã hội như: Tâm sự kẻ kẹt tiền, Những kẻ độc thân, Nói xấu vợ,...
Sau khi tỵ nạn và định cư tại California sau sự kiện 30 tháng 4 năm 1975, nghệ sĩ La Thoại Tân tiếp tục hoạt động văn nghệ trong cộng đồng người Việt Nam, trong đó có Trung tâm Thúy Nga đôi khi làm với vai trò là MC, cho đến khi nghỉ hưu.
Trước khi qua đời, ông chung sống với vợ là Nguyễn Thị Ngọc Anh cùng hai người con: Anna Phạm và con trai Alex Phạm, hiện vẫn đang sinh sống tại California.

## Những phim tham gia
- Trương Chi Mỵ Nương (1956),
- Áo dòng đẫm máu (1960)
- Tơ Tình (1963),
- Nàng (1970)
- Gánh hàng hoa (1971),
- Lệ đá (1971),
- Trần Thị Diễm Châu (1971),
- Nhà tôi (1972),
- Hoa mới nở (1973),
- Tứ quái Sài Gòn (1973),
- Năm vua hề về làng (1974).